# Al-Arabi (Ả Rập Xê Út, bóng rổ)
Al-Arabi là một câu lạc bộ bóng rổ chuyên nghiệp có trụ sở ở thành phố Unaizah ở tỉnh Al Qassim, Ả Rập Xê Út từng thi đấu ở Giải ngoại hạng Ả Rập Xê Út.

## Xem thêm

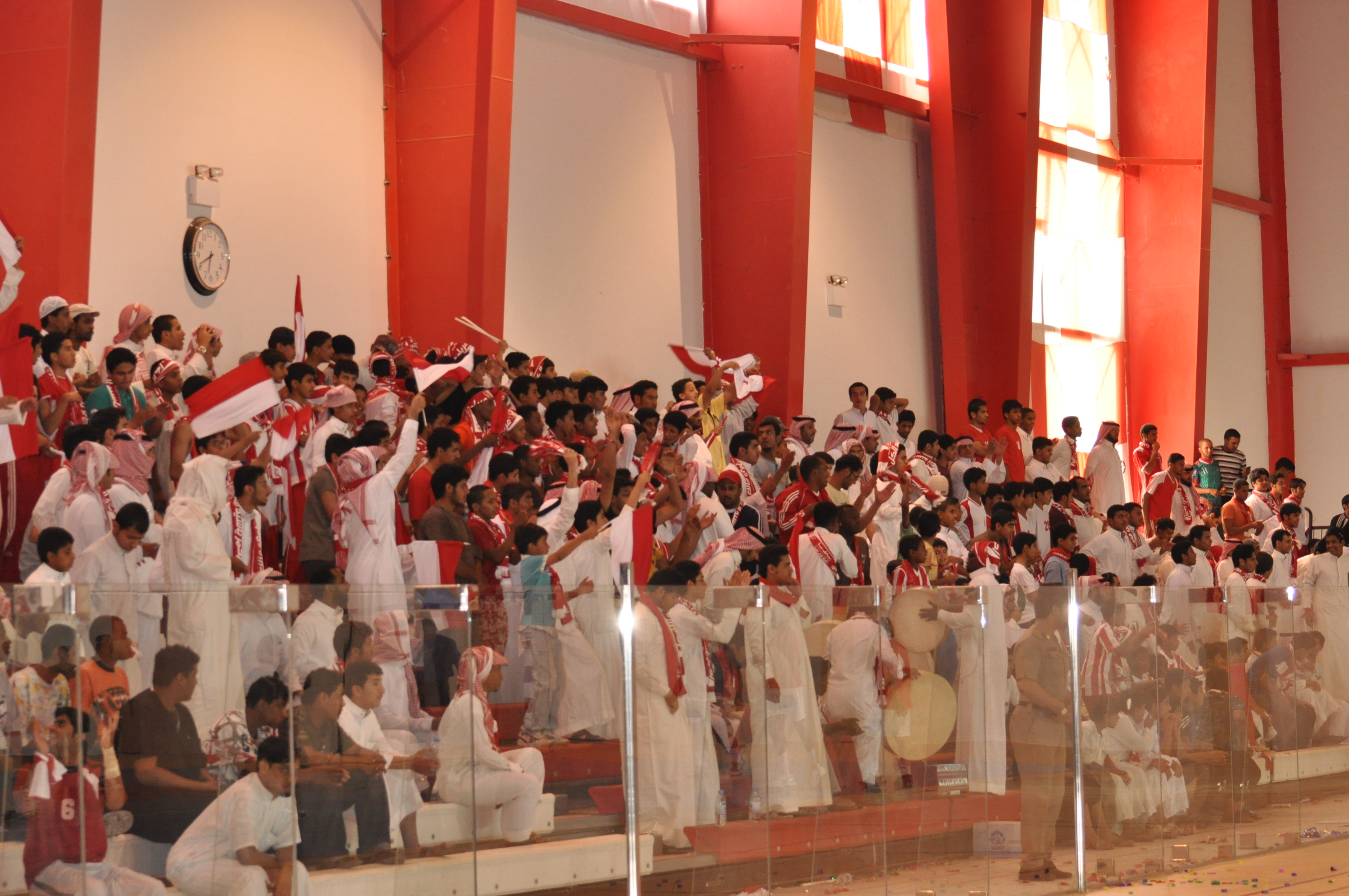
Nhà thi đấu Al-Arabi.